# والنتین وانبالگم
والنتین وانبالگم (انگلیسی: Valentin Vanbaleghem؛ زادهٔ ۹ اکتبر ۱۹۹۶) بازیکن فوتبال است.
از باشگاه‌هایی که در آن بازی کرده‌است می‌توان به باشگاه فوتبال لیل اشاره کرد.